# Dopaminetransporter

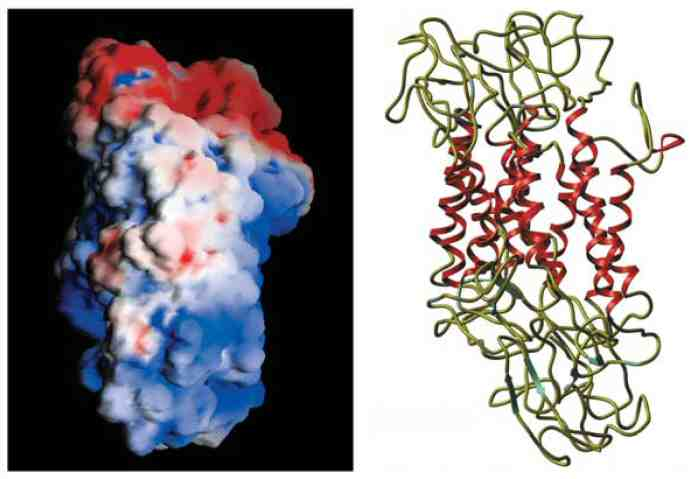
Voorgestelde ruimtelijke structuur van de dopaminetransporter.

De dopaminetransporter (afgekort als DAT) is een transmembraaneiwit dat de neurotransmitter dopamine die in de synaptische spleet vrijkomt terug het axon inpompt. Het dopamine dat terug de cel inkomt wordt in vesikels opgeslagen voor latere vrijmaking. De dopaminetransporter is door deze heropname van dopamine verantwoordelijk voor het reguleren van dopamineniveaus in het lichaam. Heropname van dopamine door DAT zorgt ervoor dat dopamine uit de synaps wordt verwijderd, zodat de impuls wordt gestopt.
DAT is betrokken bij een aantal dopamine-gerelateerde stoornissen, waaronder aandachtstekortstoornis, ADHD, bipolaire stoornis, klinische depressie en alcoholisme. Het gen dat codeert voor het DAT-eiwit bevindt zich op het menselijke chromosoom 5, bestaat uit 15 coderende exons en is ruwweg 64.000 basenparen lang. Bewijs voor het verband tussen DAT en dopamine-gerelateerde stoornissen is geleverd door een bepaalde genetische polymorfisme, bekend als VNTR, in het DAT-gen (DAT1), dat de hoeveelheid eiwit die tot expressie wordt gebracht beïnvloedt.

## Mechanisme
Dopaminemoleculen die afkomstig zijn uit het presynaptisch membraan (het aanvoerende axon) komen vrij in de synaptische spleet. De meeste van de dopaminemoleculen worden opgenomen door de doelwitcel via postsynaptische dopaminereceptoren. Resterend, ongebonden dopamine kan nu door dopaminetransporters terug worden gevoerd in het presynaptisch membraan. Dopamine wordt daarbij over een sterke concentratiegradiënt getransporteerd, en hiervoor maken de transporters gebruik van secundair actief transport. De drijvende kracht achter dopamineheropname door DAT is de ionenconcentratiegradiënt aangelegd door de natrium-kaliumpomp in het plasmamembraan.
Elektrofysiologisch onderzoek met radioactief gelabeld dopamine heeft bevestigd dat de dopaminetransporter vergelijkbaar is met andere monoaminotransporters doordat één neurotransmitter gezamenlijk met één of twee natriumionen door het membraan kan worden getransporteerd. Chloride-ionen zijn ook nodig om een te grote positieve lading te voorkomen. Dit onderzoek heeft ook aangetoond dat de transportsnelheid en transportrichting volledig afhankelijk zijn van de aanwezige natriumgradiënt.

## Structuur
De structuur van de dopaminetransporter werd pas in 2013 volledig ontrafeld, toen het eiwit uit een bananenvlieg was geanalyseerd aan de hand van röntgendiffractie. In DAT bevinden zich vier bindingsplaatsen die samenwerken om dopamine over het membraan te transporteren: twee natrium-bindingsplaatsen, één chloride-bindingsplaats en één substraat-bindingsplaats. Deze bindingsplaatsen bevinden zich dicht bij elkaar.